# Демократический альянс за улучшение и прогресс Гонконга
Демократи́ческий алья́нс за улучше́ние и прогре́сс Гонко́нга (иер. трад. 民主建港協進聯盟, упр. 民主建港协进联盟, ютпхин: Man⁴zyu² Gin³gong² Hip³zeon³ Lyun⁴mang⁴, йель: Màhnjyú Gingóng Hihpjeun Lyùhnmàhng, кант.-рус.: Маньчю Кинькон Хипчёнь Люньман, пиньинь: Mínzhǔ Jiàngǎng Xiéjìn Liánméng, палл.: Миньчжу Цзянъан Сецзинь Ляньмэн; англ. Democratic Alliance for the Betterment and Progress of Hong Kong, (DAB)) — пропекинская политическая партия, основанная в 1992 году. В настоящее время является крупнейшей партией, входящей в гонконгский Пропекинский лагерь и представленной в Законодательном совете Гонконга.

## История

### Основание
Партия была основана 10 июля 1992 в период британского владычества в Гонконге. В состав новой партии вошли члены Пропекинский партий и организаций, таких как Федерация профсоюзов Гонконга, проигравших выборы в Законодательный совет Гонконга 1991 года. Накануне передачи Гонконга Китаю Демократический альянс был крупнейшей пропекинской партией в стране.
Основным соперником DAB стала продемократическая партия «Объединённые демократы Гонконга», а после 1994 года и Демократическая партия. На выборах в Региональный совет Гонконга DAB проиграл «Объединенным демократам». На местных выборах в Гонконге в 1994 году победу одержали 37 из 83 кандидатов, выдвинутых партией.

### 2000—2003
На выборах в Законодательный совет 1998 года DAB занял пять мест, избираемых прямым голосованием, с четвертью голосов избирателей, по сравнению с двумя местами с 15 % голосов на выборах 1995 года. По словам Карла Хо, переход от системы, основанной на кандидатах, к системе пропорционального представительства по избирательным спискам, сыграл на руку DAB.
В декабре 1998 года ЦК партии принял решение об увеличении постов заместителя председателя, впоследствии заместителями председателя были избраны Ип Квок-хим и Ченг Кай-нам. На первых выборах в окружные советы в ноябре 1999 партия выдвинула 176 кандидатов, 83 из которых были избраны, что в два раза больше по сравнению с выборами 1994 года.
На выборах в Законодательный совет в сентябре 2000 года, несмотря на конфликт с администрацией Ченг Кай Нама, DAB стал явным победителем, получив в общей сложности 11 мест, 7 из которых было избрано в географических округам, 3 в функциональных округах и 1 по пропорциональной системе. Хотя Ченг Кай Нам и был избран, он вскоре оставил свои партийные посты и место в Законодательном совете под давлением общественности. После того, как кандидат DAB Кристофер Чанг Шу Кун проиграл продемократической независимой Одри Ю на дополнительных выборах 10 декабря, к концу 2000 года DAB получил 10 мест в Законодательном совете.
На выборах в окружные советы в ноябре 2003 партия получила худший результат за всю свою историю: было избрано всего 62 из 206 выдвинутых кандидатов. В декабре Постоянный комитет партии избрал Ма Лика новым председателем партии.

### 2004—2012
Предвыборная кампания Демократического альянса 2004 года развернулась на фоне экономического роста в Китае. Впечатляющие успехи китайских спортсменов на летних оимпийских играх в Афинах в 2004 году и визит 50 китайских золотых медалистов в Гонконг непосредственно перед голосованием вызвали массовую эйфорию у избирателей, которую выгодно использовал DAB. После выборов DAB стала крупнейшей политической партией Гонконга, представленной в Законодательном совете 12 депутатами, Либеральная партия заняла второе место с 10 местами, а Демократическая партия заняла третье место, получив 9 мест.
16 февраля 2005 года DAB объединился с Гонконгским прогрессивным альянсом и был переименован в Демократический альянс за улучшение и прогресс Гонконга.
На выборах в окружные советы в 2007 году DAB получил 115 мест, что составляет более четверти мест на окружном уровне, намного опередив другие политические партии. Грегори Со ушел с поста вице-председателя, и его сменила Энн Чанг, назначенный в то же самое время Дональдом Цангом заместителем министра торговли и экономического развития Гонконга в мае 2008 года. Позже СМИ сообщили, что Грегори Со имеет канадское гражданство, от которого ему пришлось отказаться. Скандал стал предвыборной проблемой на следующих парламентских выборах 2008 года, которые продемократический лагерь использовал в своих целях. Тем не менее, DAB оставалась крупнейшей партией в Законодательном совете, получив в общей сложности 13 мест.
На выборах в окружные советы 2011 года DAB одержал крупнейшую победу в истории партии, получив 136 мест, что составляет около одной трети от общего числа, больше, чем все продемократические партии Гонпонга вместе взятые.

### 2012—2017
На выборах Главы исполнительной власти Гонконга партия поддержала Лян Чжэньиня.
Партия поддержала правительство Гонконг при принятии новой конституционной реформы а также заняла сторону властей при подавлении Революции зонтиков.
17 апреля 2015 года партию возглавила Стэрри Ли, став таким образом полевой женщиной на этом посту.
На выборах в окружные совета в Гонконге в 2015 году DAB получил 119 мест и сохранил статус крупнейшей партии Гонконга.

### 2017—2022
В 2020 году Кэрри Лам, новая Глава администрации Гонконга, выразила недовольство работой членов правительства Гонконга от DAB и уволила одного из них.
В ноябре 2020 года, после лишения 4 продемократических депутатов Законодательного совета их мандатов, DAB выразил поддержку данному решению и обвинил Продемократический лагерь в нанесении ущерба интересам страны.
В августе 2022 года, после визита Нэнси Пелоси на Тайвань, партия выразила поддержку центральному китайскому правительству по этому вопросу.

## Идеология
«Демократический альянс за улучшение и прогресс Гонконга» характеризуется как пропекинская консервативная партия, известная как «любящая Гонконг и любящая Китай», поддерживая принцип «Одна страна, две системы». Изначально левый, в настоящее время «Альянс» характеризуют как правоцентристскую или универсальную партию, представляющую интересы бизнеса и среднего класса. Партия выступает за сохранение «традиционных ценностей» из за запрет однополых браков. По состоянию на 2006 год партия имела тесные контакты с местными евангельскими христианскими организациями.

## Председатели
| Фото | Имя          | Начало полномочий | Окончание полномочий |
| ---- | ------------ | ----------------- | -------------------- |
|      | Джаспер Цанг | 10 июля 1992      | 3 декабря 2003       |
|      | Ма Лик       | 9 декабря 2003    | 8 августа 2007       |
|      | Там Ю Чунг   | 28 августа 2007   | 17 апреля 2015       |
|      | Стэрри Ли    | 17 апреля 2015    | 25 сентября 2023     |
|      | Гэри Чхань   | 25 сентября 2023  |                      |